# 野田康行
野田康行（日语：／ Noda Yasuyuki），日本男性動畫師、人物設計師。GROUP ZEN所屬。代表作有《超級發明小子》和《仙魔大戰2000》等。
他經常擔任主要由STUDIO COMET、A-1 Pictures、Nexus製作和下游承包作品的作畫監督。

## 參加作品

### 電視動畫
1986年
- 機動戰士鋼彈ZZ（原畫）

1992年
- 幻影真帆（日语：まぼちゃん旅行記）（作畫監督）
- 小巫仙（—1993年，作畫監督）

1993年
- 秀逗泰山阿達♡（—1994年，作畫監督）

1996年
- 神秘的世界（OP2作畫監督）
- 天才寶貝（原畫）

1997年
- 呱呱響叮噹（日语：ケロケロちゃいむ）（人物設定、作畫監督）[注 1]

1998年
- 超級發明小紫（日语：超発明BOYカニパン）（—1999年，人物設定、作畫監督）

1999年
- 仙魔大戰2000（日语：ビックリマン2000）（—2001年，人物設定、作畫監督）

2001年
- 戀愛占卜師（—2002年，作畫監督）
- Geneshaft（日语：ジーンシャフト）（作畫監督）

2002年
- 朝霧的巫女（作畫監督）
- 禁獵魔女（原畫）

2003年
- 初音島（作畫監督、原畫）

2004年
- 愛你寶貝★★（作畫監督）
- 校園迷糊大王（—2005年，作畫監督）

2005年
- 魔法少女加奈（作畫監督）
- 我愛美樂蒂（—2006年，設計工作、作畫監督）
- 嬉皮笑園Dash！（作畫監督）
- 烘焙王（作畫監督）

2006年
- 我愛美樂蒂 ～轉轉旋律魔法牌～（—2007年，設計工作、作畫監督）
- 校園迷糊大王 二學期（作畫監督）
- 人造昆蟲KABUTOBORG V×V（—2007年，人物設定）

2007年
- 我愛美樂蒂 輕鬆舒暢♪（—2008年，設計工作、作畫監督）
- 王牌投手 振臂高揮（作畫監督）

2008年
- 女神異聞錄 ～三位一體之魂～（作畫監督）
- 鐵腕女警 DECODE（日语：鉄腕バーディー DECODE）（作畫監督）
- 乃木坂春香的秘密（原畫）
- 超能少女 蘭（原畫）
- 神薙（作畫監督、OP原畫）
- 吸血鬼與十字架 CAPU2（原畫）

2009年
- 鋼之鍊金術師 FULLMETAL ALCHEMIST（作畫監督）
- 浪漫追星社（OP原畫）

2010年
- 空·之·音（作畫監督）
- 寶石寵物 Twinkle☆（—2011年，原畫、作畫監督、OP原畫）
- 薄櫻鬼（OP原畫&總作畫監督）
- WORKING!!（作畫監督）
- 王牌投手 振臂高揮 ～夏季大會篇～（作畫監督）
- 薄櫻鬼 碧血錄（總作畫監督、作畫監督）
- 偵探歌劇 少女福爾摩斯（補間動畫師、作畫監督補佐、ED原畫）

2011年
- 世界一初戀（OP原畫）
- 寶石寵物 Sunshine（—2012年，作畫監督、OP原畫）
- 蘿球社！（OP原畫）
- 歌之王子殿下 真愛1000%（OP原畫）
- 眾神中的貓神（ED原畫）
- 偵探歌劇 少女福爾摩斯 夏季特輯（ED原畫）
- 世界一初戀2（OP原畫、ED原畫）
- UN-GO（OP原畫）
- WORKING'!!（作畫監督）

2012年
- 零之使魔F（道具設計）
- 偵探歌劇 少女福爾摩斯 第2幕（作畫監督、ED原畫）
- 男子高中生的日常（作畫監督、原畫、OP原畫）
- 殭屍哪有那麼萌？（OP原畫）
- 寶石寵物 Kira☆Deco！（—2013年，作畫監督、原畫、OP作畫監督、ED作畫監督）
- 一起一起這裡那裡（作畫監督、作畫監督協力）
- 緋色的碎片（原畫）
- Muv-Luv Alternative Total Eclipse（作畫監督、作畫監督協力）
- 窮神（作畫監督、原畫作監補）
- 美少女死神 還我H之魂！（作畫監督）
- 超速變形螺旋傑特（OP原畫）
- 心連·情結（作畫監督）

2013年
- 閃亂神樂（作畫監督、OP原畫、ED原畫）
- Q弟偵探因幡（原畫）
- 問題兒童都來自異世界？（OP原畫）
- 我女友與青梅竹馬的慘烈修羅場（作畫監督）
- 寶石寵物 Happiness（作畫監督、OP作畫監督、ED作畫監督）
- RDG 瀕危物種少女（作畫監督）
- 我的腦內戀礙選項（補間動畫師）
- 來自風平浪靜的明日（作畫監督）

2014年
- 魔法科高中的劣等生（作畫監督）
- 電器街的漫畫店（作畫監督、補間動畫師）

2015年
- 百合熊風暴（原畫）
- 星光樂園（OP原畫）
- 美男高校地球防衛部LOVE！（總作畫監督）
- 白箱（作畫監督）
- 不起眼女主角培育法（作畫監督）
- 境界之輪迴（作畫監督）
- 干物妹！小埋（OP作畫監督）
- 空戰魔導士培訓生的教官（作畫監督）
- 落第騎士英雄譚（總作畫監督、作畫監督）

2016年
- Re:從零開始的異世界生活（作畫監督）
- 齊木楠雄的災難（總作畫監督、作畫監督、OP原畫）
- 我太受歡迎了，該怎麼辦？（作畫監督）

2018年
- 擅長捉弄人的高木同學（作畫監督）
- 漫畫女孩（作畫監督）
- 庫洛魔法使 透明牌篇（作畫監督）
- 行星與共（總作畫監督）
- 叛逆性百萬亞瑟王（作畫監督）

2019年
- 決鬥大師!!（總作畫監督）
- RobiHachi（OP原畫）
- 喜歡本大爺的竟然就妳一個？（作畫監督）
- 入間同學入魔了！（作畫監督）
- 擅長捉弄人的高木同學2（作畫監督）

2020年
- 達爾文遊戲（作畫監督）
- 超異域公主連結 Re:Dive（人物設定[1]、總作畫監督）
- 決鬥大師King（—2021年，人物設定、總作畫監督）
- DECA-DENCE（作畫監督）
- 攀岩！ -Sport Climbing Girls-（第2話最終場面原畫）

2021年
- WIXOSS DIVA(A)LIVE（日语：WIXOSS DIVA(A)LIVE）（作畫監督）
- 決鬥大師King！（—2022年，人物設定）
- 佐賀偶像是傳奇 捲土重來（作畫監督）

2022年
- 失格紋的最強賢者（總作畫監督）
- 超異域公主連結 Re:Dive Season 2（人物設定、總作畫監督）
- 決鬥大師King MAX（原畫）
- 擅長捉弄人的高木同學3（作畫監督）
- 我想成為影之強者！（作畫監督）
- 戀愛Flops（總作畫監督）

2023年
- 久保同學不放過我（作畫監督、總作畫監督）
- 萬事屋齋藤先生轉生異世界（總作畫監督）
- 為美好的世界獻上爆焰！（總作畫監督）
- Saber與Berserker的日本列島山窮水盡之旅（作畫監督）

2023年
- 異修羅（總作畫監督[2]）

2024年
- 身為魔王的我娶了奴隸精靈為妻，該如何表白我的愛？（作畫監督）
- 異世界自殺突擊隊（總作畫監督）
- 結緣甘神神社（總作畫監督）

2025年
- 這公司有我喜歡的人（OP原畫）
- 一桿青空（作畫監督）
- #空帕斯2.0：陣地攻防戰（作畫監督、總作畫監督）
- 末日後酒店（總作畫監督）
- Silent Witch 沉默魔女的祕密（總作畫監督）

### 電影動畫
1991年
- 月光耳環：銀玫瑰騎士團（日语：ユメミと銀のバラ騎士団）（作畫監督補）

1993年
- 淘氣貓 喵喵三丁目：求求你！幫忙找小桃!!（原畫）

2012年
- 劇場版 寶石寵物：甜品舞公主（作畫監督）
- 我愛美樂蒂：友和愛（作畫監督）
- 青之驅魔師 -劇場版-（原畫）

2015年
- 蠟筆小新：我的搬家物語 仙人掌大襲撃（原畫）

2017年
- 蠟筆小新：宇宙人Pi力來襲!!（原畫）
- 劇場版 星光樂園：大家一起閃耀吧！Kirarin☆Star Live（的造型設定）
- 劇場版 魔法科高中的劣等生：呼喚繁星的少女（作畫監督）

2019年
- 劇場版 為美好的世界獻上祝福！紅傳說（作畫監督）

### OVA
1988年
- 機甲獵兵梅洛林克（日语：機甲猟兵メロウリンク）（—1989年，原畫）

1993年
- 我是大哥大!!（—1997年，原畫）

1994年
- 搞怪拍檔 FLASH（作畫監督）

1996年
- 爆笑吸血鬼（原畫）

2002年
- 天生兔女郎（日语：うさぎちゃんでCue!!）（原畫）
- 夫妻成長日記（—2003年，人物設定、作畫監督）

2005年
- 校園迷糊大王 一學期補習（作畫監督）

2008年
- 軟綿綿三國志突刺吧!! 小呂布子（作畫監督）

2011年
- 薄櫻鬼 雪華錄（總作畫監督、OP原畫）
- 寶貝公主 3D天堂0（作畫監督補佐）

## 腳註